# Maurizio Pagliano
Maurizio Pagliano (11 octobre 1890 - 30 décembre 1917) est un militaire et aviateur italien. Au sein du Corpo Aeronautico, il est un pionnier de l'aviation de bombardement italienne pendant la Première Guerre mondiale, récompensé par quatre médailles d'argent et une médaille de bronze de la valeur militaire. Il est tué le 30 décembre 1917 avec Luigi Gori (it) lorsque les deux hommes sont abattus par l'as austro-hongrois Benno Fiala von Fernbrugg.

## Biographie
Maurizio Pagliano naît à Porto Maurizio le 11 octobre 1890 d'un père italien et d'une mère allemande
Lorsque la Première Guerre mondiale éclate, il est déjà engagé comme officier dans l'armée royale et affecté au bataillon d'aviateurs de Turin. Après l'entrée en guerre de l'Italie le 24 mai 1915, le lieutenant Pagliano obtient très vite une réputation de pilote expert des bombardiers bimoteurs et trimoteurs Caproni. Affecté au pilotage du trimoteur Caproni Ca.33, il rejoint en décembre 1916 la 8e escadrille (it) où il rencontre un autre pilote renommé, le lieutenant Luigi Gori (it)  originaire de Pontassieve. En moins de deux ans, le duo effectue de nombreuses missions de bombardement contre des cibles militaires austro-hongroises : bases militaires bien équipées, aéroports ou ports. À l'été 1917, ils mènent également des missions contre des concentrations de troupes austro-hongroises comme des camps militaires, des colonnes en mouvement et des tranchées.

### Partenariat avec Gabriele D'Annunzio
Dans la nuit du 11 mai 1917  Pagliano et Gori décollent de Pordenone à bord du Ca.33 no 2609 et poussent jusqu'à la rade de Pola, où ils larguent dix bombes (chacune de 25 kg) avant de rejoindre leur base. Cette mission s'est déroulée dans des conditions de mauvaise visibilité, sans escorte de chasseurs,  et en contradiction avec les ordres reçus du commandement suprême de l'armée,  mais a démontré la possibilité d'effectuer des missions nocturnes de longue portée.  Le 12 mai, commandement suprême, sur ordre du chef d'état-major de l'armée, le général Luigi Cadorna, mentionne cependant le raid dans son bulletin officiel.  Entre le 15 juin et le 28 juillet 1917, les deux aviateurs effectuent de nombreuses missions de bombardement en utilisant un même appareil, le Caproni Ca.3 no 2378 Asso di Picche (as de pique). Sur la queue de cet avion, Pagliano et Gori inscrivent leurs actions.
À partir de la seconde quinzaine de juillet, les raids menés par les deux pilotes attirent l'attention, notamment celle du soldat poète Gabriele D'Annunzio. Avec le lieutenant observateur Giovanni Battista Pratesi, ils forment pour un temps l'équipage du Caproni Ca.3 Asso di Picche. Ensemble, ils effectuent d'abord d'audacieuses missions de bombardements nocturnes sur la place forte de Pola (3, 4 et 8 août 1917), puis une série de mitraillages et de bombardements à basse altitude. Le 25 août, avec Gori et D'Annunzio, Pagliano lance des bombes dans la région de Lokve (actuelle Croatie). Dans l'après-midi du 29 août, il participe à un bombardement contre les dépôts d'artillerie austro-hongrois et les concentrations de troupes à Voicizza et dans le bois de Pannonizza. 
L'entente au sein de l'équipage de l'Asso di Picche est telle que Gabriele D'Annunzio choisit Maurizio Pagliano et Luigi Gori comme équipage pour effectuer un vol au-dessus de Vienne. Ce coup d'éclat n'aura finalement lieu que le 9 mai 1918, plusieurs mois après la mort de Pagliano et Gori. Les deux hommes participent cependant à sa préparation en réalisant le 4 septembre 1917 un vol sans escale long de plus de 1 000 km et pratiquement 10 heures. La concrétisation du vol vers Vienne est retardée à ce moment par le refus du commandement suprême malgré l'essai concluant du trio.
Fin septembre, l'équipage de l'Asso di Picche est scindé en deux lorsque les quatre membres intègrent le Détachement A.R. (it) du major Armando Armani (it). Maurizio Pagliano reste avec Luigi Gori, tandis que D'Annunzio reste avec Pratesi. Ils gagnent cependant tous la médaille de bronze de la valeur militaire après un raid nocturne de 400 km sur la base austro-hongroise de Cattaro.

### Mort

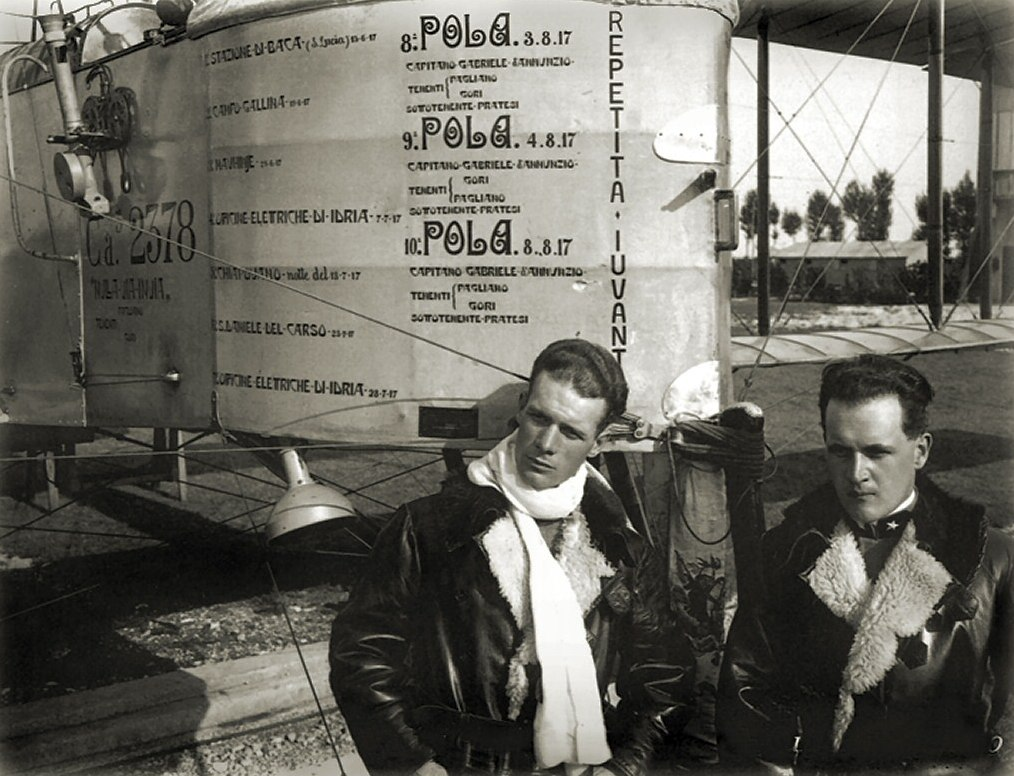
Maurizio Pagliano et Luigi Gori devant leur bombardier Caproni Ca.3 qui porte, sur le nez, les dates des missions au-dessus de Pola.

Le 30 décembre 1917, Luigi Gori et Maurizio Pagliano ainsi que leurs deux mitrailleurs ne reviennent pas d'un raid de bombardement contre l'aéroport austro-hongrois de Godega di Sant'Urbano, et contre la route San Fior - Godega.  
Les autorités militaires italiennes supposent alors qu'ils ont été abattus et capturés. La Croix-Rouge rapporte de Berlin deux mois plus tard qu'un bombardier Caproni avec trois Isotta Fraschini V.4 avaient été abattus au sud de Susegana à 12 h 40 le 30 décembre et que tous les occupants étaient morts. Les archives autrichiennes permettent d'attribuer cette victoire aérienne à Benno Fiala von Fernbrugg, de la Flik 56J (it). Le coup que cette nouvelle porte au moral de l'aviation italienne est tel que le commandement retarde jusqu'au 27 août 1918 l'annonce de ces décès.
Gabriele d'Annunzio dédie à Pagliano et Gori l'action maritime connue sous le nom de camouflet de Bakar, comparable en audace au raid au-dessus de Vienne, que le même D'Annunzio mène quelques mois plus tard.
L'aéroport d'Aviano et certaines rues et places d'Italie portent le nom de Maurizio Pagliano. Un monument rappelle aujourd'hui l'endroit de leur mort.